# Celso Ramos Branco
Celso Ramos Branco (Lages, 7 de abril de 1909 — Lages, 14 de novembro de 1996) foi um advogado e político brasileiro.
Filho de José Ribeiro Branco e de Maria Clara Ramos Branco.
Bacharel em direito pela Universidade Federal do Paraná (1935).
Foi deputado à Assembleia Legislativa de Santa Catarina na 2ª legislatura (1951 — 1955), eleito pela União Democrática Nacional (UDN).
Foi deputado à Câmara dos Deputados na 3ª legislatura (1955 — 1959), como suplente convocado, e na 4ª legislatura (1959 — 1963), como suplente convocado.
Suplente do senador Antônio Carlos Konder Reis.